# Golden Kamui
Golden Kamui (ゴールデンカムイ?, Gōruden Kamui) è un manga scritto e disegnato da Satoru Noda. L'opera è stata serializzata sulla rivista Weekly Young Jump di Shūeisha dal 21 agosto 2014 al 28 aprile 2022; i singoli capitoli sono stati poi raccolti in 31 volumi tankōbon pubblicati dal 19 gennaio 2015 al 19 luglio 2022.
A marzo 2023, aveva oltre 24 milioni di copie in circolazione, rendendola una delle serie manga più vendute di sempre. Golden Kamui ha vinto il 9º Manga Taishō nel 2016 e il 22º Premio culturale Osamu Tezuka nel 2018.
L'edizione italiana è stata curata dall'etichetta J-Pop di Edizioni BD, che ha pubblicato la serie dal 23 novembre 2016 al 28 giugno 2023.
La storia segue Saichi Sugimoto, un veterano della guerra russo-giapponese dell'inizio del XX secolo, e la sua ricerca per trovare un'enorme fortuna in oro del popolo Ainu, aiutato da una giovane ragazza Ainu di nome Asirpa. La lingua Ainu nella storia è supervisionata da Hiroshi Nakagawa, un linguista dell'università di Chiba.
Un adattamento anime intitolato Golden Kamuy e prodotto da Geno Studio è stato trasmesso in Giappone dal 9 aprile al 24 dicembre 2018. Una terza stagione è andata in onda dal 5 ottobre al 21 dicembre 2020. Una quarta stagione prodotta da Brain's Base è stata trasmessa dal 3 ottobre 2022 al 26 giugno 2023. Una quinta stagione che andrà ad adattare l'arco narrativo finale del manga è prevista per gennaio 2026. I diritti per la distribuzione dell'anime al di fuori dell'Asia sono stati acquistati da Crunchyroll.
Un adattamento cinematografico live-action è stato proiettato nelle sale giapponesi il 19 gennaio 2024.

## Trama
Saichi Sugimoto è un soldato semplice dell'esercito giapponese, divenuto famoso tra i commilitoni come "Sugimoto l'immortale" (不死身の杉元?, Fujimi no Sugimoto) per la ferocia e la tenacia dimostrate nel corso della guerra russo-giapponese.
Rientrato in Giappone al termine del conflitto, Sugimoto si dedica senza molto successo alla ricerca d'oro nell'Hokkaidō, per salvare la moglie malata di un suo commilitone morto durante la guerra. In una delle sue ricerche, Sugimoto ascolta una storia secondo cui un uomo rubò un'enorme quantità d'oro per un valore di 80 milioni di yen ad una tribù Ainu, che sperava di servirsene per cacciare le truppe d'occupazione giapponesi dalla propria isola. Catturato e in cerca di aiuto per evadere dalla prigione, l'uomo rivelò la storia dell'oro a 24 altri prigionieri, dividendo e nascondendo tra loro la mappa che ne indicava il nascondiglio usando dei tatuaggi sulla loro schiena. Il gruppo poi riuscì a fuggire.
Stuzzicato dalla storia, Sugimoto inizia le sue ricerche, e la sua strada si incrocia quasi subito con quella di Asirpa, giovane cacciatrice Ainu in cerca dell'assassino del padre, vittima della stessa persona responsabile del furto dell'oro. I due decidono così di collaborare nella ricerca dei criminali, uno per poter mettere le mani sul tesoro e l'altra per vendicare suo padre.

## Personaggi

### Gruppo di Sugimoto
Saichi Sugimoto (杉元 佐一?, Sugimoto Saichi)
Doppiato da: Chikahiro Kobayashi
Un soldato smobilitato e veterano della guerra russo-giapponese. Servì come soldato semplice di prima classe nella prima visione dell'esercito imperiale giapponese e combatté nella battaglia di 203 Hill. Era temuto per il suo stile di combattimento selvaggio e la straordinaria tenacia sul campo di battaglia, guadagnandosi il soprannome di "Sugimoto l'immortale" (不死身の杉元?, Fujimi no Sugimoto). Cerca l'oro per provvedere a Umeko (梅子?), la moglie cieca del suo compagno morto Toraji (寅次?).
Asirpa (in ainu アシㇼパ)
Doppiata da: Haruka Shiraishi
Una giovane cacciatrice Ainu che incontra Sugimoto dopo averlo salvato da un orso selvatico, e in seguito collabora con lui per trovare l'oro. Cerca di vendicare suo padre, che crede sia stato assassinato dai cacciatori alla ricerca dell'oro. Il suo nome giapponese è Asuko Kochoube (小蝶辺 明日子?, Kochōbe Asuko).
Yoshitake Shiraishi (白石 由竹?, Shiraishi Yoshitake)
Doppiato da: Kentarō Itō
Un detenuto Abashiri tatuato e maestro artista della fuga. Inizialmente viene catturato da Sugimoto, e in seguito accetta una tregua dopo che hanno bisogno dell'aiuto reciproco per sopravvivere al freddo pungente dopo essere caduti in un fiume. È basato su Yoshie Shiratori.
Kiroranke (in ainu , キロランケ)
Doppiato da: Masaki Terasoma
Un amico del padre di Asirpa e veterano della Settima divisione. La sua vera identità è Yulbars (ユルバルス?), un tataro con origini Karafuto Ainu. Rivoluzionario e partigiano in Russia, assassinò Alessandro II con Wilk all'età di 15 anni e cerca di sfruttare l'oro per organizzare un'invasione dell'Hokkaido.

### Gruppo di Hijikata
Toshizō Hijikata (土方 歳三?, Hijikata Toshizō)
Doppiato da: Jōji Nakata, Yūichi Nakamura (da giovane)
Una versione romanzata dell'omonimo comandante Shinsengumi che combatté contro il rinnovamento Meiji. Si presume fosse morto da decenni, ma in realtà fu tenuto segreto come prigioniero politico prima di fuggire insieme ai detenuti tatuati. Forma un gruppo per cercare l'oro, che intende utilizzare per finanziare la secessione dell'Hokkaido e la creazione di una seconda Repubblica di Ezo.
Shinpachi Nagakura (永倉 新八?, Nagakura Shinpachi)
Doppiato da: Takayuki Sugō, Kazuya Nakai (da giovane)
Una versione romanzata dell'omonimo capitano Shinsengumi. Fedele a Hijikata, scopre che è ancora vivo mentre lavora come istruttore di spada per le guardie nella prigione di Kabato.
Tatsuuma Ushiyama (牛山 辰馬?, Ushiyama Tatsuuma)
Doppiato da: Kenji Nomura
Un judoka muscoloso che ha ucciso il suo maestro. Si allea con Hijikata nella ricerca dell'oro, ma non condivide le sue ambizioni nazionalistiche.
Kadokura (門倉?, Kadokura)
Doppiato da: Yoshito Yasuhara
Il capo carceriere della prigione di Abashiri che collabora con Hijikata. Tende ad essere sfortunato, cosa che attribuisce al fatto di essere nato sotto una cattiva stella, tuttavia a volte le sue scelte sbagliate hanno un risultato benefico.
Anji Toni (都丹 庵士?, Toni Anji)
Doppiato da: Yū Mizushima
Un prigioniero anziano e cieco che usa l'ecolocalizzazione per trovare le sue vittime.
Kantaro Okuyama (夏太郎?, Okuyama Kantarō)
Doppiato da: Wataru Hatano
Il servitore di Hidoro che in seguito si unisce al gruppo di Hijikata.
Kirawus (in ainu キラウㇱ)
Doppiato da: Tomoaki Maeno
Un cacciatore Ainu. Collabora con Kadokura per supportare il gruppo di Hijikata.
Kano Ienaga (家永 カノ?, Ienaga Kano)
Doppiata da: Sayaka Ōhara
Originariamente chiamata Chikanobu Ienaga (家永 親宣?, Ienaga Chikanobu), è una donna transgender ed ex medico che si nutre della carne delle sue vittime per diventare giovane e bella.

### Settima divisione dell'Hokkaido
Tokushiro Tsurumi (鶴見 篤四郎?, Tsurumi Tokushirō)
Doppiato da: Hōchū Ōtsuka
Un primo tenente, capo di plotone e ufficiale dell'intelligence militare nella Settima divisione dell'esercito imperiale giapponese. Nutrendo rancore contro il governo giapponese per la sua incapacità di ottenere una remunerazione dalla Russia per i veterani giapponesi della guerra russo-giapponese, cerca di utilizzare l'oro degli Ainu per condurre un colpo di Stato per formare un Hokkaido totalmente indipendente. La sua fronte è coperta da una piastra di ceramica, a causa di una ferita alla testa riportata da un bombardamento di artiglieria durante la guerra russo-giapponese. Di conseguenza, soffre dei postumi di gravi danni cerebrali, inclusi sbalzi d'umore e improvvisi scoppi di violenza.
Hyakunosuke Ogata (尾形 百之助?, Ogata Hyakunosuke)
Doppiato da: Kenjirō Tsuda
Un soldato e cecchino superiore della Settima divisione. È il figlio illegittimo di Kojiro Hanazawa (花沢 幸次郎?, Hanazawa Kojirō), un tenente generale che era il comandante della Settima divisione durante la guerra russo-giapponese. Ogata tentò senza successo di corrompere Yuusaku Hanazawa, il suo virtuoso fratellastro minore e figlio legittimo di Kojiro, ma alla fine gli sparò durante la battaglia di 203 Hill. È scettico riguardo alle ambizioni di Tsurumi e abbandona l'esercito, unendosi inizialmente al gruppo di Hijikata. Successivamente si unisce al gruppo di Sugimoto, ma poi finirà per collaborare con Kiroranke per trovare l'oro.
Genjiro Tanigaki (谷垣 源次郎?, Tanigaki Genjirō)
Doppiato da: Ryohei Otani
Un matagi e un soldato di prima classe della Settima divisione che si arruolò nell'esercito per trovare il matagi Kenkichi Aoyama (青山 賢吉?, Aoyama Kenkichi) che uccise sua sorella Fumi (フミ?). Dopo un lungo soggiorno in un kotan (villaggio Ainu) per riprendersi da un infortunio, si unisce al gruppo di Sugimoto per mantenere la promessa fatta alla nonna di Asirpa di riportare la ragazza a casa sana e salva.
Hajime Tsukishima (月島 基?, Tsukishima Hajime)
Doppiato da: Eiji Takemoto
Un sergente della Settima divisione. Stoico e serio, spesso agisce come spalla di Tsurumi e Koito date le loro personalità eccentriche. È cresciuto sull'isola di Sado dove è stato perseguitato a causa del padre violento e brutale. Amava una donna chiamata Igogusa, così chiamata per i suoi capelli simili ad alghe, ma quando tornò dalla guerra sino-giapponese, scoprì che suo padre aveva detto a Igogusa che Hajime era morto e che lei apparentemente si era gettata in mare. Tsurumi si avvicinò a Tsukishima quando era nel braccio della morte in prigione dopo aver ucciso suo padre e Tsurumi lo manipolò affinché si unisse alla Settima divisione e diventasse un interprete russo. Tsukishima divenne così fedele a Tsurumi che rischiò la propria vita per salvarlo durante un bombardamento di artiglieria russa quando Tsurumi perse parte della fronte.
Otonoshin Koito (鯉登 音之進?, Koito Otonoshin)
Doppiato da: Katsuyuki Konishi
Un sottotenente della Settima divisione originario di Satsuma. Come cadetto della marina e figlio viziato del ricco comandante Heiji Koito, fu rapito da agenti russi e salvato da Tsurumi al quale divenne fieramente leale. È intelligente anche se protetto e inesperto, ma è un eccellente spadaccino, addestrato nell'arte marziale del Jigen-ryū.
Kohei Nikaido (二階堂 浩平?, Nikaidō Kōhei)
Doppiato da: Tomokazu Sugita
Un soldato di prima classe della Settima divisione. Cerca vendetta per il suo fratello gemello, Youhei Nikaido (二階堂 洋平?, Nikaidō Yōhei), che è stato ucciso da Sugimoto. Una gag ricorrente nella serie è il modo in cui perde continuamente parti del corpo in seguito ai suoi incontri con Sugimoto.
Tokishige Usami (宇佐美?, Usami Tokishige)
Doppiato da: Yoshitsugu Matsuoka
Un soldato semplice superiore della Settima divisione. È estremamente fedele a Tsurumi; quando quest'ultimo trasformò due nei sul suo viso in figure stilizzate con una penna stilografica, Usami li fece diventare dei tatuaggi.
Mokutaro Kikuta (菊田 杢太郎?, Kikuta Mokutarou)
Doppiato da: Ken'yū Horiuchi
Un maresciallo della Settima divisione che colleziona armi rare. La sua arma preferita è la Nagant M1895. È stato come un fratello maggiore per Sugimoto.
Rikimatsu Ariko (有古 力松?, Ariko Rikimatsu)
Doppiato da: Masaaki Mizunaka
Un uomo Ainu e un soldato di prima classe della Settima divisione. Il suo nome Ainu è Ipopte (in ainu イポㇷ゚テ) e suo padre era uno degli uomini uccisi da Noppera-bo. Tsurumi scopre che sta lavorando segretamente con Hijikata e lo trasforma in un doppio agente.
Yuusaku Hanazawa (花沢勇作?, Hanazawa Yuusaku)
Doppiato da: Tasuku Hatanaka
Era il sottotenente della Settima divisione e portabandiera durante la guerra russo-giapponese e fratellastro minore di Ogata.

## Media

### Manga
Golden Kamui è scritto e illustrato da Satoru Noda. L'opera è stata serializzata sulla rivista Weekly Young Jump di Shūeisha dal 21 agosto 2014 al 28 aprile 2022; i singoli capitoli sono stati poi raccolti in 31 volumi tankōbon pubblicati dal 19 gennaio 2015 al 19 luglio 2022. La serie è entrata nella sua fase finale all'inizio di maggio 2021 e si è conclusa con il capitolo 314.
L'edizione italiana del manga è stata annunciata da J-Pop nell'estate 2016 e pubblicata dal 23 novembre dello stesso anno fino al 28 giugno 2023.
La serie è stata distribuita anche negli Stati Uniti da Viz Media, in Francia da Ki-oon, in Spagna da Milky Way Ediciones, in Germania da Cross Cult, in Cina da Sharp Point Press e in Corea del Sud da Daewon C.I..

### Anime

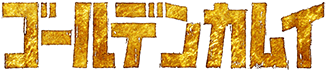
Logo della serie

La serie è stata adattata in una serie televisiva anime intitolata Golden Kamuy e prodotta da Geno Studio. L'anime è diretto da Hitoshi Nanba e sceneggiato da Noboru Takagi, con le musiche di Kenichirō Suehiro, la direzione artistica di Atsushi Morikawa e la direzione grafica di Yuuko Okumura e Yasutaka Hamada. Kenichi Ohnuki ha curato il character design, mentre Koji Watanabe le armi da fuoco, Shinya Anasuma gli oggetti di scena e Ryō Sumiyoshi gli animali. La sigla di apertura della serie, Winding Road, è cantata dai Man with a Mission, mentre quella di chiusura, Hibana è cantata dai The Sixth Lie. Come per il manga, Hiroshi Nakagawa, un linguista dell'Università di Chiba, lavora all'anime come supervisore della lingua Ainu.
L'anime è stato annunciato a luglio 2017 su Weekly Young Jump, ed è andato in onda per dodici episodi a partire dal 9 aprile al 25 giugno 2018 su Tokyo MX, ytv, STV e BS11. È stata inoltre realizzata Golden Dōga gekijō (ゴールデン道画劇場?, Gōruden Dōga gekijō), ovvero una serie di cortometraggi animati ONA di 25 secondi basati sugli extra presenti nei volumi del manga di Golden Kamui e sulla testata Weekly Young Jump, è diretta da Kenshirō Morii e prodotta da DMM.futureworks e W-Toon Studio. Il primo episodio della serie è stato caricato online il 16 aprile 2018.
Al termine della trasmissione della prima stagione, è stata annunciata una seconda stagione che è andata in onda dall'8 ottobre al 24 dicembre 2018. La sigla iniziale della seconda stagione, Reimei, è interpretata da Sayuri e dai My First Story, mentre la sigla finale, Tokeidai no kane è eseguita dalla band Eastern Youth.
Il 7 luglio 2019 è stata annunciata una terza stagione. Il 13 marzo 2020 è stato confermato che sarebbe andata in onda nell'ottobre 2020. La stagione è così andata in onda dal 5 ottobre al 21 dicembre 2020 per un totale di 12 episodi. La sigla di apertura, Grey, è cantata da Fomare, mentre la sigla di chiusura Yūsetsu, è eseguita nuovamente dai The Sixth Lie.
Il 5 dicembre 2021 è stata annunciata la quarta stagione animata. Lo studio Brain's Base sostituisce Geno Studio alla produzione. Shizutaka Sugahara è il regista principale e Takumi Yamakawa cura il character design. È stato inoltre confermato che Noboru Takagi sarebbe tornato ad occuparsi della sceneggiatura. La quarta stagione è stata trasmessa dal 3 ottobre 2022. La sigla d'apertura è Never Say Goodbye cantata dalle ALI feat. Mummy-D mentre quella di chiusura Subete ga soko ni arimasu you ni dei The Spellbound. Il 9 dicembre 2022 il sito web ufficiale dell'anime ha comunicato che la serie sarebbe stata ritrasmessa da capo a partire dal 3 aprile 2023 e ha concluso la sua messa in onda il 26 giugno dello stesso anno.
Il 26 giugno 2023, dopo la conclusione della quarta stagione, è stata annunciata la produzione di un'ultima stagione che adatta l'arco finale del manga. La trasmissione è prevista per gennaio 2026, con un film prologo in due parti, intitolato Golden Kamuy: Sapporo Beer kōjō-hen (ゴールデンカムイ 札幌ビール工場編?, Gōruden Kamui Sapporo Bīru kōjō-hen), che verrà proiettato nelle sale cinematografiche giapponesi il 10 e il 31 ottobre 2025.
La serie, sottotitolata in italiano, è stata trasmessa in simulcast col Giappone dalla piattaforma internazionale di streaming Crunchyroll durante le stagioni primavera e autunno del 2018. Tutti i titoli italiani sono tratti dalla pagina ufficiale della serie di Crunchyroll.
La prima stagione della serie è stata pubblicata in tre volumi DVD e Blu-ray in Giappone, a partire da luglio 2018; originariamente l'uscita era stata programmata per giugno, ma sono stati posticipati di un mese per consentire miglioramenti visivi agli episodi rispetto alla versione trasmessa in TV. I volumi home video giapponesi includono i cortometraggi di Golden Dōga gekijō caricati originariamente su YouTube, e qui inclusi come episodi esclusivi per l'home video. Un'original anime video (OAV) basato sull'arco narrativo "Barato" del manga è stato pubblicato su DVD insieme al 15° volume giapponese del manga il 19 settembre 2018. Un secondo OAV è stato venduto in allegato al 17° volume giapponese del manga il 19 marzo 2019. Un terzo OAV basato sull'arco narrativo "Mostro" del manga è stato distribuito con il 19° volume giapponese del manga il 19 settembre 2019. Un quarto OAV basato sull'arco "Record di animali di Shiton" del manga è stato allegato al 23° volume del manga il 18 settembre 2020.

### Live-action
Il 19 aprile 2022 è stato annunciato che un adattamento cinematografico live-action. Il film è prodotto da Credeus e diretto da Shigeaki Kubo, con Tsutomu Kuroiwa che scrive la sceneggiatura, Yutaka Yamada che compone la colonna sonora e Hiroshi Nakagawa e Deko Akibe in veste di supervisori della lingua Ainu. Il film ha come protagonisti Kento Yamazaki e Anna Yamada rispettivamente nei panni di Saichi Sugimoto e Asirpa. È stato proiettato nelle sale giapponesi il 19 gennaio 2024.

## Accoglienza

### Premi e riconoscimenti
Nel 2016 Golden Kamui è risultato vincitore della nona edizione del Manga Taishō ed è stato candidato al premio culturale Osamu Tezuka e al premio Kodansha per i manga nella categoria generale. Nello stesso anno, il fumetto è stato votato al secondo posto nella classifica della rivista Kono manga ga sugoi! dei manga raccomandati per un pubblico maschile. Nel 2017 è stato candidato nuovamente al premio culturale Osamu Tezuka. Nell'aprile 2018, l'opera di Noda ha vinto il 22º Premio culturale Osamu Tezuka e un Eisner Award per la Miglior edizione statunitense di opere straniere – Asia.
Nel sondaggio Manga Sōsenkyo 2021 indetto da TV Asahi, 150 000 persone hanno votato la loro top 100 delle serie manga e Golden Kamui si è classificata al 40º posto. Sempre nel 2021 la serie ha vinto il Social Impact Award al 24º Japan Media Arts Festival. Nel 2022 il manga si è aggiudicato il Gran Premio al 51º Japan Cartoonists Association Award. Nel 2023 è stato candidato al 54º Premio Seiun nella categoria Miglior fumetto. Il British Museum di Londra ha utilizzato un'immagine del personaggio di Asirpa per promuovere la mostra The Citi Exhibition: Manga che si è tenuta dal 23 maggio al 26 agosto 2019.

### Vendite
Golden Kamui aveva cinque milione di copie stampate entro aprile 2018. È entrato nella classifica di Oricon riguardante i fumetti più venduti della settimana dal 18 al 24 aprile 2016, con il settimo volume che si è classificato all'ottavo posto. A giugno 2019, il manga aveva 10 milioni di copie in circolazione; oltre 17 milioni di copie entro agosto 2021; oltre 18 milioni di copie entro dicembre 2021; oltre 22 milioni di copie entro giugno 2022; 23 milioni di copie entro settembre 2022 e oltre 24 milioni di copie entro marzo 2023.